# Wilfred Lau
Wilfred Lau, de son vrai nom Lau Ho-lung (劉浩龍, né le 13 août 1976), est un chanteur et acteur hongkongais. Il est aussi connu sous le nom de C-Hing (師兄) en raison de sa victoire lors des New Talent Singing Awards (en) 1997, bien qu'il ne soit devenu chanteur qu'à partir de 2004. Sa voix est souvent comparée à celle d'Eason Chan.

## Biographie
Scolarisé à l'école primaire St. Joseph où il est camarade du petit frère de Priscilla Chan (en), il est diplômé du collège  Kiangsu-Chekiang. Depuis son enfance, il a toujours voulu devenir chanteur après avoir vu les récompenses de Priscilla Chan alors qu'il rendait visite à son frère, mais son professeur lui a fait abandonner son rêve. À 21 ans, après avoir vu les concerts d'Anita Mui et d'Andy Hui, il a finalement le courage de participer à la finale internationale des New Talent Singing Awards (en) où il remporte la première place (le prix d'or), le prix de la meilleure prestation, et le prix du meilleur potentiel.
Grâce à sa victoire, il signe chez Capital Artists et apparaît comme invité dans la version de TVB du clip d'Edmond Leung (en) de la chanson 好朋友 (Good Friend). Au cours des 4 années suivantes, il anime des émissions de télévision sur TVB, mais la chaîne ne l'engage pas pour enregistrer des albums ou des chansons.
En 2001, Capital Artists se retire du marché hongkongais et Wilfred cherche d'autres maisons de disques mais la plupart le refuse. Avec l'aide d'Eddie Ng qui lui offre la chanson « 舊人 » pour lui éviter de trouver et d'enregistrer une démo, et après trois ans de recherche, Go East Entertainment Co, une filiale d'Universal Music Group, le signe et lui fait enregistrer son premier album, Start Up, qui sort en 2004. Son contrat avec Go East prend fin en octobre 2006 et il passe chez East Asia Music (en) où il est actuellement.

## Discographie
- Start Up (6/3/2004)
- Singing in the Ring (30/12/2004)
- Past & Present (CD+VCD) (23/9/2005)
- All The Best 新歌+精選 (CD+VCD) (30/7/2006)
- All The Best 新歌+精選 (CD+Live Karaoke DVD) (22/9/2006)
- Le Nouvel Album (EP) (27/6/2008)

Autres compilations
- Love 06 (9/8/2006)
- Perfect Match (28/10/2005)
- 細聽... 細說 (1/11/2006)

## Filmographie
- Moments of Love (2005)
- Lady Cop & Papa Crook (2008)
- Snipers, tireur d'élite (2009)
- Split Second Murders (2009)
- Fire of Conscience (2010)
- Once a Gangster (2010)
- Frozen (2010)
- Merry-Go-Round (2010)
- Bruce Lee, naissance d'une légende (2010)
- Overheard 2 (2011)
- Romancing in Thin Air (2012)
- All's Well, Ends Well 2012 (2012)
- Motorway (2012)
- Diva (2012)
- Doomsday Party (2013)
- Overheard 3 (2014)
- 12 Golden Ducks (2015)
- Second Life (2015) (série TV)
- Full Strike (2015)
- Guia in Love (2015)
- Nessun Dorma (2016)
- Chasing the Dragon (2017)
- Keep Calm and Be a Superstar (2018)
- The Leaker (2018)
- The Cursed (2018)
- A Home with a View (2019)
- Once Upon a Time in Hong Kong (2021)
- G Storm (2021)